# アレキサンダー・マン
アレキサンダー・マン（Alexander Mann、1853年1月22日 - 1908年1月26日）はスコットランドの風景画家、風俗画家である。海外で修行した若手の画家たちによって設立された、「ニュー・イングリッシュ・アート・クラブ（New English Art Club）」の会員の一人である。

## 略歴
グラスゴーに生まれた。父親は商人、美術愛好家で、10歳からグラスゴーの美術教師、グリーンリース（Robert Greenlees:1820–94）に学びはじめ、グリーンリースが校長を務めるグラスゴー美術学校の夜間コースで学んだ。
1877年にパリのアカデミー・ジュリアンに入学し、ムンカーチ・ミハーイに学び、1881年から1885年の間はカロリュス＝デュランに学んだ。フランス滞在時には自然主義の画家、ジュール・バスティアン＝ルパージュの影響を受けた。
イギリスの展覧会に出展するとともに、サロン・ド・パリへの出展を続けた。1880年代初めにはヴェネツィアですごし、ベネチュアの人物を描いた絵は1885年のサロンで認められた。
1883年からロンドンで開かれるロイヤル・アカデミー・オブ・アーツの展覧会、王立油絵画家協会（Royal Institute of Oil Painters:1882年創立）、美術協会（Fine Art Society:1876年創立）、ニュー・イングリッシュ・アート・クラブ（New English Art Club）、イギリス芸術家協会（Society of British Artists）などの主催する展覧会や、ロンドンのニューギャラリー（New Gallery）の展覧会に出展した。
フランスなどで学んだ芸術家を中心に設立されたニュー・イングリッシュ・アート・クラブに1886年に最初のスコットランド出身の会員として加わり、マンの友人、ジョン・レィヴァリ、トーマス・ミリー・ダウ、ノーマン・ガースティンらもニュー・イングリッシュ・アート・クラブに加わった。
イギリス各地で旅し、スコットランドのアンガスやファイフで風景画や風俗画を描き、フランスやイタリア、スペインも訪れた。オックスフォードシャーに住んだ後、1890年から1892年の間はモロッコの港町、タンジェに住んだ。その後ロンドンに住んだ。

## 作品

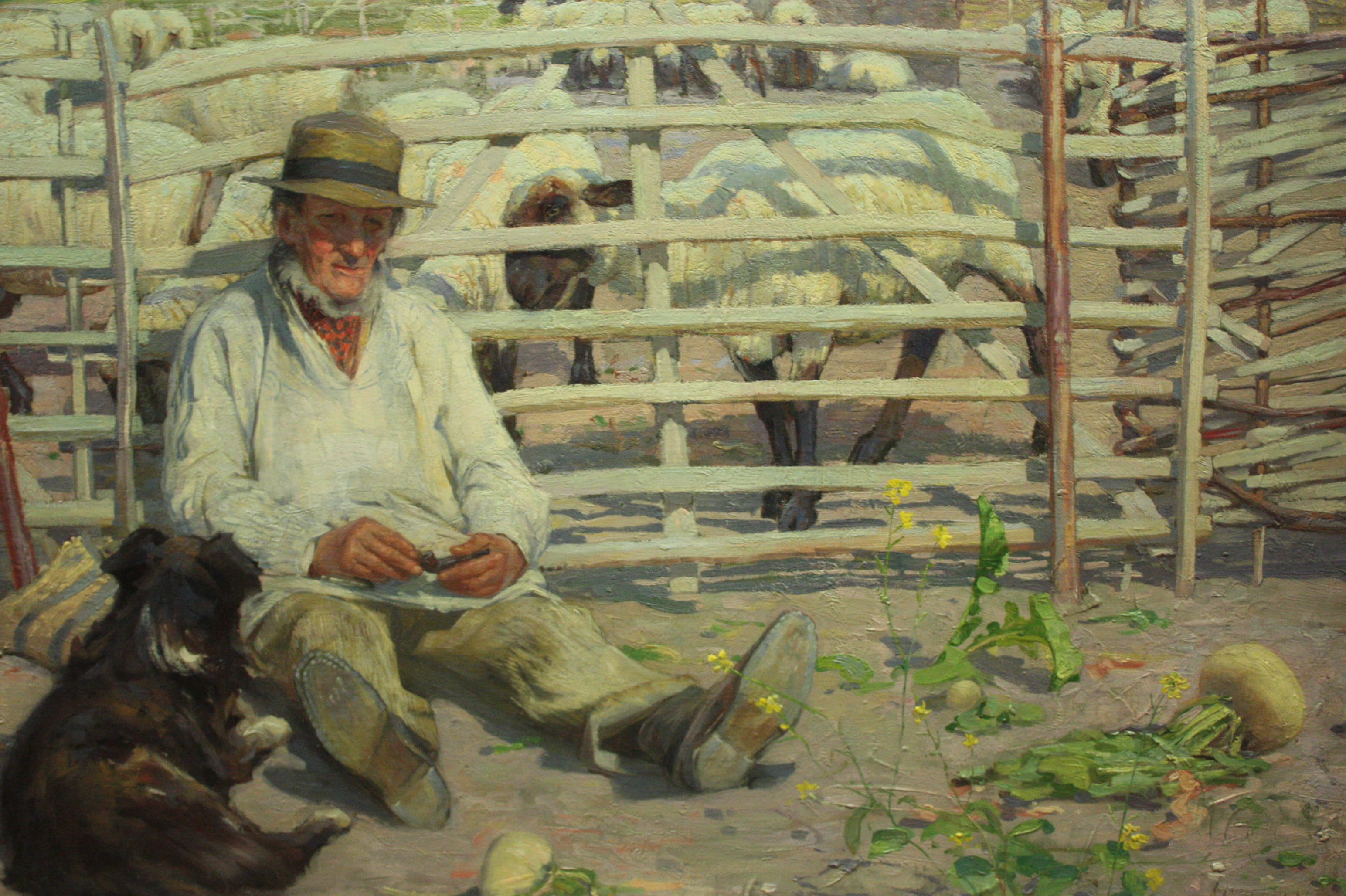
「羊飼い」()
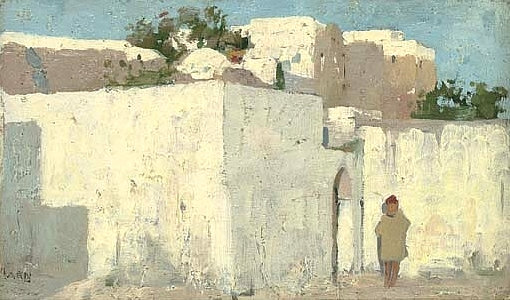
「Waiting」
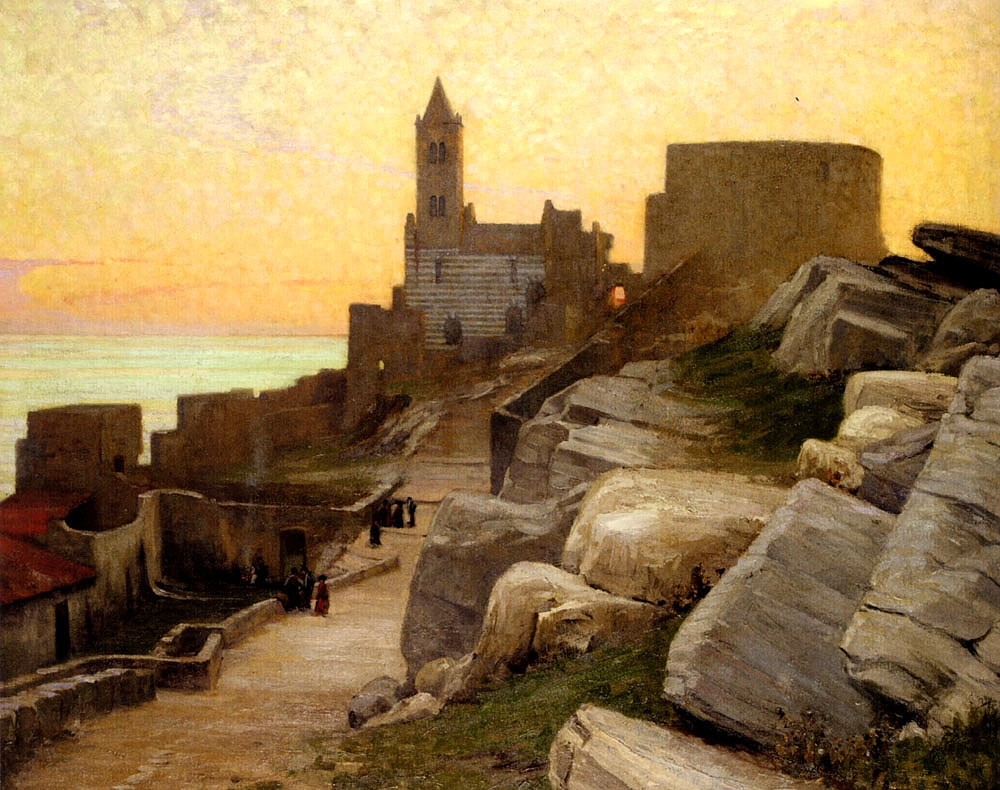
「夕暮れの地中海の村」

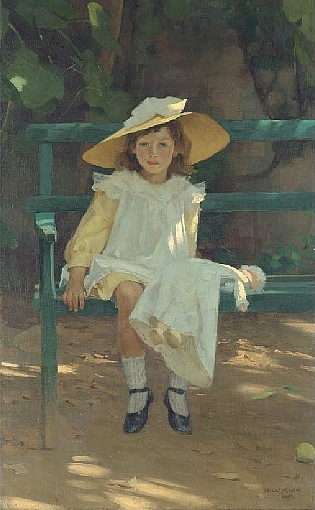
「画家の娘」
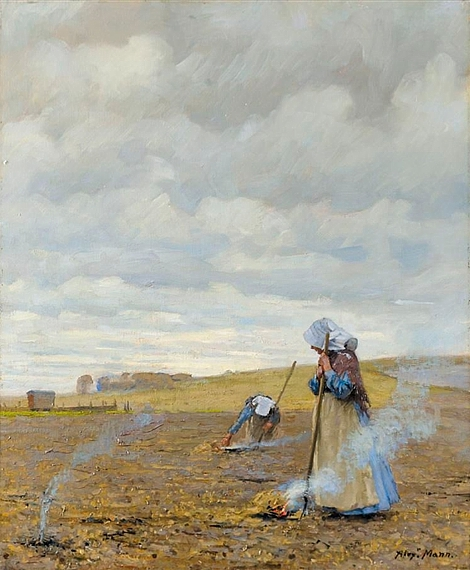
「枯れ草焼き」
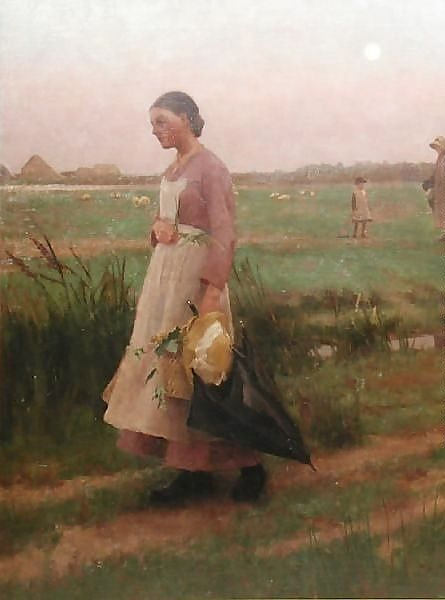
「ホップ摘みの帰宅」
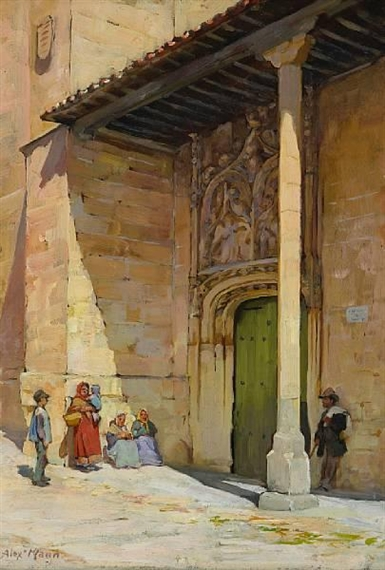
San Benito, Salamanca